# Cérémonie de clôture des Jeux olympiques d'hiver de 2026
La cérémonie de clôture des Jeux olympiques d'hiver de 2026 est la cérémonie de clôture qui ara lieu le 22 février 2026 dans les arènes de Vérone à 20 h 00, heure locale.
Pour la dernière journée de compétition, quatre podiums restent à établir : tournoi féminin de curling, les manches finales du bobsleigh à quatre masculin, mass start en ski de fond féminin et traditionnellement la finale du tournoi masculin de hockey sur glace.

## Déroulement
La ville de Vérone a été choisie pour accueillir la cérémonie alors qu'aucune épreuve n'y soit programmée. La volonté était que cette cérémonie se déroule dans un cadre rappelant les Jeux olympiques antiques. Les arènes accueille régulièrement un célèbre opéra en plein air ainsi que d'autres événements culturels.
Elle accueillera d'ailleurs la cérémonie d'ouverture des Jeux paralympiques le 6 mars (avec une production de Filmmaster Group). Initialement, la candidature milanaise avait localisée ladite Cérémonie dans l'enceinte de la future MSG Arena qui doit voir le jour dans le quartier de Santa Giulia mais, pour optimiser les coûts, le COJOP a choisi de rationaliser les sites.

### Défilé des nations
Conformément à la tradition, la délégation ouvrant la marche est celle de la Grèce, en sa qualité de pays fondateur des Jeux olympiques, avec celle du pays hôte, ici la Italie. Contrairement aux cérémonies d'ouverture, les autres comités nationaux défilent mélangés.

### Cérémonie de victoire du marathon
Lors de la cérémonie de clôture des jeux d'été, la cérémonie de remise des médailles des marathons hommes et femmes étaient programmée pendant l'événement.
Pour ces jeux d'hiver, on assiste aux podiums du ski de fond sur 30 km, épreuves reines sur les plus longues distances.

### Cérémonie d'Anvers
La cérémonie d’Anvers est une tradition qui a lieu à chaque cérémonie de clôture depuis 1920. Avant la cérémonie d’Anvers, l’hymne olympique est interprété, alors que dans le même temps drapeau olympique est abaissé.
À la fin de l'hymne olympique, le maire de Milan passera le drapeau à la présidente du CIO Kirsty Coventry, qui le transmettra aux maires des prochaines villes hôtes des Alpes françaises, le maire de Nice sera sans doute l’un d'entre eux.